# Damianópolis
Damianópolis is een gemeente in de Braziliaanse deelstaat Goiás. De gemeente telt 3.678 inwoners (schatting 2009).